# Alan Cranston
Alan MacGregor Cranston (Palo Alto, 19 giugno 1914 – Palo Alto, 31 dicembre 2000) è stato un giornalista e politico statunitense.